# Ngân hàng Đại Liên
Ngân hàng Đại Liên là một ngân hàng thương mại đô thị của Trung Quốc, có trụ sở chính tại Đại Liên, tỉnh Liêu Ninh, Trung Quốc. Năm 1998, nó được thành lập với tên gọi Ngân hàng Thương mại Thành phố Đại Liên và chỉ mở các chi nhánh tại Đại Liên. Năm 2007, nó đổi tên thành Ngân hàng Đại Liên và kể từ đó đã mở các chi nhánh tại Thiên Tân, Bắc Kinh, Thượng Hải và năm thành phố khác ở Trung Quốc.
Vào năm 2015, China Orient Asset Management đã đăng ký mua cổ phần mới của ngân hàng cũng như mua một số tài sản từ ngân hàng này. Bản thân tài sản ban đầu là một tài sản thế chấp. Năm 2016, ngân hàng đã ký thỏa thuận chiến lược với công ty chị em Dongxing Securities.